# Папуга жовтохвостий
Папу́га жовтохвостий (Touit surdus) — вид папугоподібних птахів родини папугових (Psittacidae). Ендемік Бразилії.

## Опис
Довжина птаха становить 16 см. Забарвлення переважно яскраво-зелене, нижня частина тіла світліша. Обличчя і щоки жовтуваті, пера на потилиці і шиї мають темні края, що формують лускоподібний візерунок. на спині дві коричневі смуги. Першорядні махові пера і першорядні покривні пера крил темні, махові пера біля основи зелені. Хвіст короткий, кввадратної форми, золотисто-жовтий з чорним кінчиком, центральні стернові пера зелені. У самиць хвіст жовтувато-зелений. Навколо очей сизі кільця, дзьоб жовтуватий.

## Поширення і екологія
Жовтохвості папуги мешкають на північному сході Бразилії (Сеара, Параїба, Пернамбуку, Алагоас і Сержипі) та на південному сході (від Баїї до Ріо-де-Жанейро). Вони живуть у вологих атлантичних лісах, переважно на висоті до 500 м над рівнем моря, в штаті Алагоас на висоті до 700 м над рівнем моря, на півдні ареалу на висоті до 1000 м над рівнем моря. Зустрічаються зграйками. Живляться плодами, зокрема Spondias lutea і Rapanea schwackeana.

## Збереження
МСОП класифікує цей вид як вразливий. За оцінками дослідників, популяція жовтохвостих папуг становить від 3500 до 15000 птахів. Це рідкісний вид птахів, якому загрожує знищення природного середовища.